# Amt Recknitz-Trebeltal
La comunità amministrativa di Recknitz-Trebeltal (Amt Recknitz-Trebeltal) si trova nel circondario della Pomerania Anteriore-Rügen nel Meclemburgo-Pomerania Anteriore, in Germania.

## Suddivisione
Comprende i seguenti comuni (abitanti il 31 dicembre 2022):
1. Bad Sülze, Stadt (1 796)
2. Dettmannsdorf (1 051)
3. Deyelsdorf (478)
4. Drechow (216)
5. Eixen (732)
6. Grammendorf (533)
7. Gransebieth (549)
8. Hugoldsdorf (133)
9. Lindholz (641)
10. Tribsees, Stadt * (2 669)

Il capoluogo è Tribsees.